# Municipio de Swansboro
El municipio de Swansboro (en inglés: Swansboro Township) es un municipio ubicado en el  condado de Onslow en el estado estadounidense de Carolina del Norte. En el año 2010 tenía una población de 19.417 habitantes.

## Geografía
El municipio de Swansboro se encuentra ubicado en las coordenadas 34°40′17.59″N 77°17′24.84″O / 34.6715528, -77.2902333.